# José-Junior Matuwila
José-Junior Matuwila (Bonn, 20 settembre 1991) è un calciatore angolano con cittadinanza tedesca, difensore svincolato.

## Carriera

### Club
Nato in Germania, da genitori angolani, ha sempre giocato nelle serie inferiori tedesche. Nel 2020 si trasferisce al Petro Atlético, nella massima serie angolana.

### Nazionale
Ha esordito con la nazionale angolana il 23 ottobre 2020.